# Roman Vráblík
Roman Vráblík (* 25. ledna 1990 v Písku) je český hokejista, od sezony 2013-2014 působící Banes Motor České Budějovice. Má sestru, která se jmenuje Tereza Vrbová dělá krasobruslení.

## Hráčská kariéra
- 2002-03 IHC Písek
- 2003-04 IHC Písek
- 2004-05 IHC Písek
- 2005-06 HC České Budějovice (dorost)
- 2006-07 HC České Budějovice (dorost, junioři)
- 2007-08 HC České Budějovice (junioři), HC Slavia Praha (junioři)
- 2008-09 HC České Budějovice (junioři), HC Mountfield
- 2009-10 IHC Písek, HC České Budějovice (junioři)
- 2010-11 IHC Písek
- 2011-12 HC Mountfield, IHC Písek
- 2012-13 HC Mountfield
- 2013-14 ČEZ Motor České Budějovice
- 2014-15 ČEZ Motor České Budějovice
- 2018-19 HC Škoda Plzeň
- 2019-20 HC Škoda Plzeň
- 2020-21 HC Škoda Plzeň
- 2021-22 Madeta Motor České Budějovice
- 2022-23 Banes Motor České Budějovice
- 2023-24 Banes Motor České Budějovice